# Ivanîțea, Icinea
Ivanîțea (în ucraineană Іваниця) este localitatea de reședință a comunei Ivanîțea din raionul Icinea, regiunea Cernihiv, Ucraina.

## Demografie
Componența lingvistică a localității Ivanîțea
     Ucraineană (98,39%)
     Rusă (1,51%)
     Alte limbi (0,1%)
Conform recensământului din 2001, majoritatea populației localității Ivanîțea era vorbitoare de ucraineană (98,39%), existând în minoritate și vorbitori de rusă (1,51%).